# Pamprepi
Pamprepi (en llatí Pamprepius, en grec Παμπρέπιος) fou un poeta grec nadiu de Panòpolis o Tebes (a Egipte) i pagà de religió.
Se'n parla a Suides. Es va dedicar a la literatura i especialment a la poesia i va adquirir una gran reputació; va anar a Grècia probablement a Atenes, on va romandre força temps, i va estudiar filosofia sota la direcció de Procle. El seu viatge a Grècia s'atribueix a Suides a un enllaç matrimonial, però no hi ha cap referència a la seva dona. Va sortir d'Atenes, probablement quan ja la seva dona havia mort, per un insult de Teàgenes, un magistrat local.
Va anar llavors a Constantinoble. Presentat per un oficial romà d'Orient de nom Marsos a l'influent patrici romà d'Orient Il·los (que el 477 havia ajudat a Zenó a pujar al poder), aquest el va prendre sota la seva protecció i va esdevenir el seu patró, segurament admirat per algun discurs seu sobre l'anima i per haver llegit els seus poemes. Pamprepi va obtenir el càrrec de mestre amb un salari de les finances públiques i també va rebre un donatiu dels recursos privats del patrici.
Destacava com a poeta i també com a gramàtic, i es creia que sabia endevinar el futur i practica la màgia, cosa que li va portar molts enemics. Zenó i la seva sogra Verina que veien amb mals ulls l'amistat i la influència que exercia sobre Il·los, van aprofitar una absència d'aquest, que va anar a Isàuria per afers privats, el van desterrar acusat d'endevinar el futur en contra de l'emperador. Il·los va acollir al poeta a casa seva a Isàuria i quan va tornar a la capital se'l va emportar amb ell.
Després de patir un atemptat, Il·los es va retirar a l'Àsia Menor, i no va tardar a revoltar-se el 483 o 484, va proclamar un altre patrici emperador (el sirià Lleonci) i va obtenir una important victòria a Antioquia, però finalment fou derrotat per l'exèrcit de Zenó dirigit per Joan el Geperut (o Joan l'Escita) i pel cap ostrogot Teodoric el Gran, cosa que va obligar els rebels a refugiar-se a la fortalesa de Papurios, on van quedar assetjats. Trocondus, germà d'Il·los va intentar escapar i reunir forces però fou capturat i executat. Il·los i Lleonci no van saber aquesta mort i encoratjats per Pamprepi, que en les seves visions del futur assegurava que Trocondos tornaria i que guanyarien, van resistir més de tres anys però en el quart any es va saber la mort de Trocondos i Il·los va fer matar Pamprepi per falsari.
Se li atribueixen les següents obres, que s'han perdut:
- 1. Ετυμολογιω̂ν ἀπόδοσιν,  Etymologiarum Expositio
- 2. Ισαυρικά, Isaurica. Suides diu que aquesta obra era una història d'Isàuria.[1]